# NGC 5034
NGC 5034 este o galaxie spirală situată în constelația Ursa Mică. A fost descoperită în 7 aprilie 1793 de către William Herschel. Se află la o distanță de 123,11 de megaparseci de Pământ.